# 頂斑黃毒蛾
頂斑黃毒蛾（学名：Euproctis kanshireia）为毒蛾科黃毒蛾屬下的一个种。